# Limnophila imitatrix
Limnophila imitatrix är en tvåvingeart som beskrevs av Frederick Askew Skuse 1890. Limnophila imitatrix ingår i släktet Limnophila och familjen småharkrankar. Inga underarter finns listade i Catalogue of Life.